# Pseudochondrostoma polylepis
Pseudochondrostoma polylepis és una espècie de peix d'aigua dolça de la família dels ciprínids i de l'ordre dels cipriniformes.

## Morfologia
- Els adults poden atènyer fins a 40 cm de longitud total.[1][2]

## Alimentació
Menja algues i invertebrats.

## Subespècies
- Chondrostoma polylepis willkommi.[3]

## Hàbitat
És un peix d'aigua dolça i de clima temperat.

## Distribució geogràfica
Es troba a la península Ibèrica: rius Miño, Duero i Tajo.

## Estat de conservació
Es troba amenaçat a causa de la introducció d'espècies exòtiques.